# Курьятов, Виктор Константинович
Виктор Константинович Курьятов (6 марта 1925, Речное, Уральская область — 5 октября 2006, Омск) — советский военнослужащий, участник Великой Отечественной войны, полный кавалер ордена Славы, гвардии старшина. После войны работал бригадиром слесарей, машинистом компрессорного цеха на Джезказганском горно-металлургическом комбинате.

## Биография
Виктор Константинович Курьятов родился 6 марта 1925 года в крестьянской семье в селе Речном Речновского сельсовета Лебяжьевского района Курганского округа Уральской области, ныне село входит в Лебяжьевский муниципальный округ Курганской области. Русский.
Окончил 7 классов, работал в колхозе.
В марте 1942 года был призван в Рабоче-крестьянскую Красную Армию. С декабря 1942 года на фронте. Боевой путь начал под Сталинградом, через месяц был ранен. После госпиталя в составе маршевой роты был направлен в 61-ю гвардейскую дивизию. Стал полковым разведчиком.
С 1943 года член ВЛКСМ.
Прошёл с боями до Днепра. В конце сентября 1943 года в числе первых форсировал Днепр в районе села Мишурин Рог. Участвовал в боях на криворожском направлении. В декабре в составе группы полковой разведки захватил ценного «языка», был награждён медалью «За отвагу».
С 1944 года кандидат в члены ВКП(б).
В 1944 году принимал участие в освобождении Николаевской, а затем и Одесской областей, дошёл до Днестра. В марте 1944 года на груди разведчика Курьятова появилась вторая медаль «За отвагу». В апреле форсировал Днестр южнее Тирасполя. Разведчики помогли основным силам дивизии успешно преодолеть реку. 6 июня 1944 года при проведении разведки боем в районе высоты севернее населённого пункта Леоитина гвардии сержант Курьятов подкрался к вражескому пулемёту с тыла и забросал его гранатами. В дальнейшем при отражении атаки противников уничтожил до 10 вражеских солдат. Приказом от 13 июня 1944 года гвардии сержант Курьятов Виктор Константинович награждён орденом Славы 3-й степени.
23 июня 1944 года легко ранен у с. Леонтина Молдавской ССР.
В августе 1944 года советские войска провели Ясско-Кишинёвскую операцию. В этих боях вновь отличился гвардии сержант Курьятов, он был уже командиром отделения того же полка. 20 августа 1944 года в боях при прорыве обороны противника под селом Фантына Маскалун Курьятов первым поднялся в атаку, увлекая за собой бойцов отделения. Ворвался во вражескую траншею и гранатами подавил 2 огневые точки. Преследуя отступающего противника, поразил огнём из автомата 3-х солдат и 1 офицера. В последующие дни наступления 20-26 августа, действуя в составе взвода пешей разведки, истребил свыше 10 пехотинцев и 10 взял в плен. Приказом от 18 октября 1944 года гвардии сержант Курьятов Виктор Константинович награждён орденом Славы 2-й степени.
Осенью-зимой 1944 года полковой разведчик Курьятов прошёл через жестокие бои за освобождение столицы Югославии города Белграда, форсировал Дунай, принимал активное участие в боях за удержание и расширение плацдарма. В декабре 1944 года часть, в которой воевал Курьятов, вышла к озеру Балатон. 22 января 1945 года в бою у населённого пункта Шари гвардии старший сержант Курьятов во главе группы бойцов внезапно атаковал противника. Первым ворвался в траншею и огнём из автомата и гранатами уничтожил 2 пулемёта, до 10 противников, а 1 захватил в плен. Дерзкие действия разведчиков обеспечили успешную атаку стрелковой роты. До весны 1945 года Курьятов ещё не раз участвовал в поисках в тылу врага, привёл несколько «языков». Во время наступление противников на озере Балатон разведчики Курьятова, используя трубки от противогазов, скрытно под водой пробрались к дамбе и взорвали её. Атака танков на участке полка было сорвана. Свой боевой путь разведчик закончил на земле Австрии, в Вайсберге, южнее Вены.
Указом Президиума Верховного Совета СССР от 28 апреля 1945 года за образцовое выполнение заданий командования в боях с немецко-вражескими захватчиками гвардии старший сержант Курьятов Виктор Константинович награждён орденом Славы 1-й степени. Стал полным кавалером ордена Славы.
После войны продолжал службу в армии.
С 1946 года член ВКП(б), в 1952 году партия переименована в КПСС.
В 1947 году старшина Курьятов был демобилизован. Война и три ранения не прошли даром, и он был комиссован по инвалидности.
Уехал на родину жены в город Никольский (с 1990 года — Сатпаев) Джезказганской области (ныне Карагандинской области) Казахстана. Несмотря на инвалидность, работал бригадиром слесарей, машинистом компрессорного цеха на Джезказганском горно-металлургическом комбинате. В 1984 году вышел на пенсию.
Последние годы жил в городе Омске.
Виктор Константинович Курьятов скончался 5 октября 2006 года. Похоронен на Старо-Северном кладбище города Омска Омской области.

## Награды
- Орден Отечественной войны I степени, 6 апреля 1985 года[3]
- Орден Славы I степени № 103, 28 апреля 1945 года[4][5]
- Орден Славы II степени, 18 октября 1944 года[6]
- Орден Славы III степени, 13 июня 1944 года[7]
- Медали, в том числе
  - 2 медали «За отвагу», 30 декабря 1943 года[8], 23 марта 1944 года[9]
  - Медаль «За победу над Германией в Великой Отечественной войне 1941—1945 гг.»
- Почётный гражданин города Никольский (с 1990 года — Сатпаев), 28 октября 1977 года.

## Семья
Виктор Курьятов был женат, в семье 2 дочери и сейчас у него 5 внуков и 6 правнуков.